# Лє-ван
Лє-ван (кит. трад.: 烈王; піньїнь: Liè) — 22-й ван Східної Чжоу, син Ань-вана.
У 370 році до н.е. зумів вправно втрутитися у справи царства Ці, здобувши зрештою союзника в особі Вей-вана, володаря Ці.